# Libertia
Genre
Libertia est un genre de plantes monocotylédones appartenant à la famille des Iridacées contenant 15 espèces de l'hémisphère sud. Un bon nombre d'espèces sont endémiques de Nouvelle-Zélande. 
Elles sont toutes vivaces poussant à partir d'un court rhizome, avec des feuilles simples, lancéolées qui sont généralement vertes mais peuvent être rouges ou jaunes selon les espèces. Les fleurs trimères d'un blanc brillant apparaissent au printemps et sont suivies par des capsules s'ouvrant par trois valves qui contiennent de nombreuses graines noires. 
Le genre a été dédié à  Marie-Anne Libert (1782-1865), botaniste belge.
Le système racinaire des libertias n'est pas adapté aux sols drainants.[réf. nécessaire] Ils ne supportent pas les excès d'eau (possible éclatement de la base de la plante), mais résistent aux petites gelées, qui peuvent cependant provoquer l'apparition de taches brunâtres sur les feuilles. Ces plantes sont utilisées pour les petits massifs ou les bordures. 

## Liste des espèces
- Libertia caerulescens, endémique au Chili
- Libertia chilensis, endémique au Chili
- Libertia cranwelliae, endémique en Nouvelle-Zélande[2]
- Libertia edgariae, endémique de Nouvelle-Zélande[2]
- Libertia formosa Graham, endémique au Chili et naturalisé en Californie[3]
- Libertia grandiflora, endémique en Nouvelle-Zélande
- Liberta ixioides,  endémique en Nouvelle-Zélande
- Libertia micrantha, endémique en Nouvelle-Zélande[2]
- Libertia mooreae, endémique en Nouvelle-Zélande[2]
- Libertia paniculata, endémique en Australie[4] - Branching Grass Flag
- Libertia peregrinans, endémique en Nouvelle-Zélande
- Libertia procera
- Libertia pulchella, originaire de Nouvelle-Guinée, Nouvelle-Galles du Sud, Victoria, Tasmanie et Nouvelle-Zélande[5]